# Castello di Ambras
Il castello di Ambras (in tedesco Schloss Ambras Innsbruck) situato ad Innsbruck, in Austria, è una delle maggiori attrazioni turistiche di tutto il Tirolo, non soltanto per le collezioni che esso ospita e per la sua importanza storica fortemente legata all'arciduca Ferdinando II (1529–1595), ma anche perché rappresenta un insieme architettonico rinascimentale unico. 
Il castello è composto dal cosiddetto Castello Superiore (Hochschloss), il quale era adibito a residenza, dal Castello Inferiore (Unterschloss), destinato ad accogliere le Armerie dell’arciduca e la Camera d’arte e di meraviglie (Kunst- und Wunderkammer), dalla Sala spagnola (Spanischer Saal) e da altri edifici amministrativi. Il complesso museale è situato a 635 metri di altitudine, nel cuore di un vasto parco ed è parte del Kunsthistorisches Museum di Vienna, uno dei musei più importanti al mondo. Il Castello di Ambras Innsbruck è l'unico museo federale della Repubblica d'Austria ad essere ubicato al di fuori della sua capitale federale. Il nucleo di questo museo d’arte sono le collezioni dell'arciduca Ferdinando II, uno dei più importanti collezionisti della dinastia asburgica. 

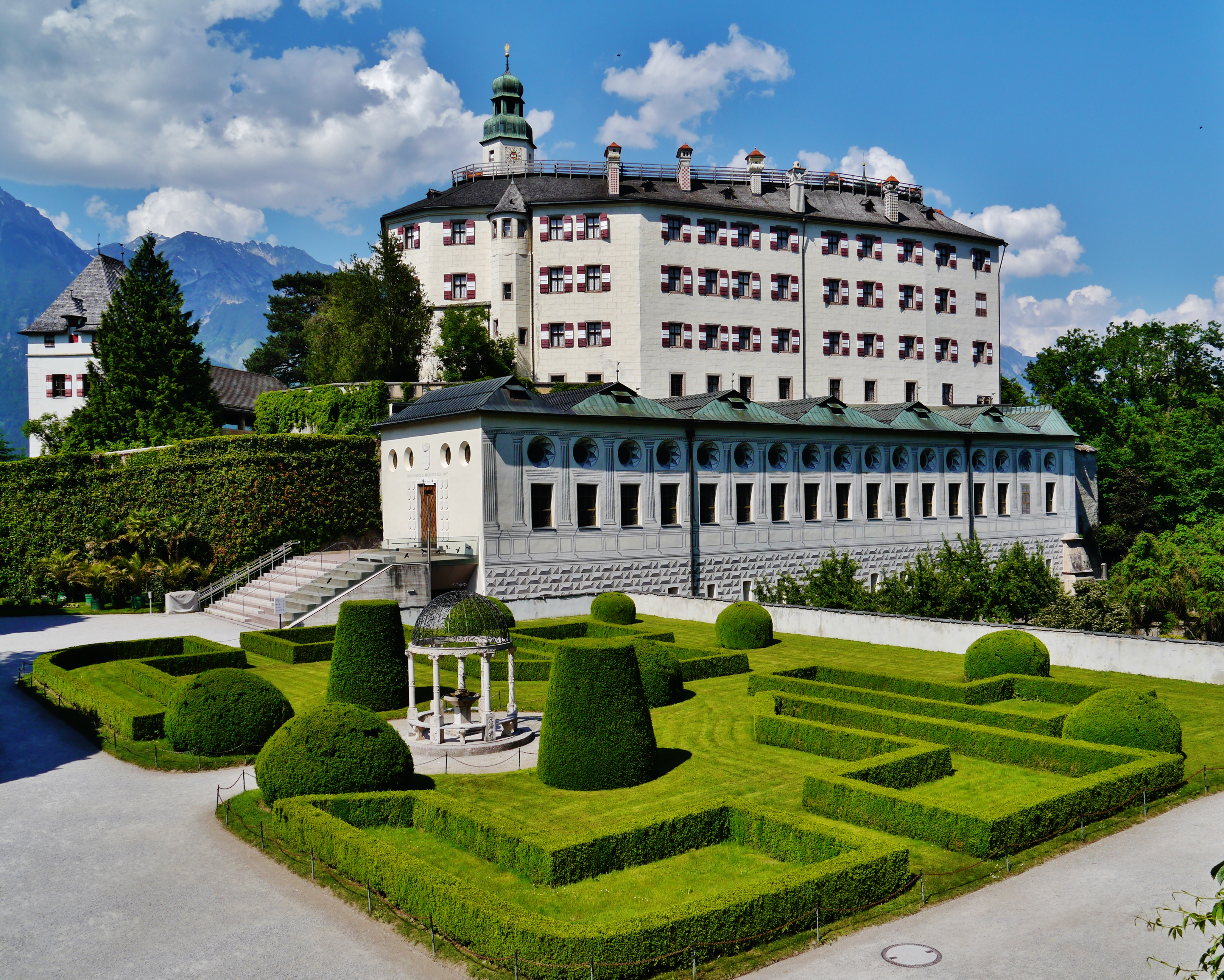
Il Castello Superiore

## Storia
Ambras era il castello dei conti di Dießen-Andechs, i cui antenati vi risiedevano già nel X secolo. Il termine Ambras deriva da ad umbras (all'ombra). Nel 1133 il castello fu distrutto da Enrico il Fiero e fu ricostruito dopo 150 anni. L'ultimo Andechs, il duca Ottone VIII di Merania, era sposato con Elisabetta, figlia del conte Alberto III di Tirolo; dopo la morte di Ottone, nel 1248, Alberto ereditò i suoi possedimenti. Alberto morì però poco dopo, nel 1253, ed Ambras divenne quindi proprietà del secondo marito di Elisabetta, Gebeardo IV di Hirschberg. Elisabetta morì nel 1256 senza aver avuto alcun figlio; così, Ambras e l'emergente provincia del Tirolo furono ereditati dal Meinardo I di Gorizia, marito dell'altra figlia di Alberto. Dopo la morte dell'ultima goriziana, Margherita del Tirolo, nel 1363 il castello divenne proprietà degli Asburgo.
L'imperatore Massimiliano I lo utilizzò come castello di caccia. A partire dal 1564, l'arciduca Ferdinando II fece trasformare il castello medioevale in un palazzo rinascimentale e lo donò alla moglie Filippina Welser. Dopo la morte del principe, nel 1595, il castello e le collezioni in esso contenute andarono in eredità all’ultimogenito delle prime nozze (dopo la morte della moglie Filippina, Ferdinando si era infatti risposato con la nipote Anna Caterina Gonzaga), il margravio Carlo di Burgau, il cui interesse era però assai più rivolto all’allargamento della sua residenza di Günzburg, che non alla costosa manutenzione di Ambras e della collezione ereditata dal padre. Carlo avviò trattative di vendita con l’imperatore Rodolfo II, le quali furono ratificate nel 1606. Il castello perse quindi in seguito il suo status di residenza. Il castello di Ambras fu riutilizzato per scopi residenziali solamente nel XIX secolo, durante la reggenza dell'arciduca Carlo Ludovico.
Nel 1880 il castello fu trasformato nuovamente in un museo, grazie all’intervento dei conservatori del Kunsthistorisches Museum di Vienna. Nel 1913 il castello fu destinato a divenire la residenza estiva dell’erede al trono austriaco Francesco Ferdinando ma i lavori furono sospesi in seguito al suo assassinio nel 1914. Dopo l’abolizione della monarchia nel 1919, il palazzo, appartenuto all’erario imperiale, divenne di proprietà della Repubblica d’Austria. Il museo fu riaperto nel 1922, dopo che le ricostruzioni iniziate nel 1913 dovettero essere interrotte dallo scoppio della prima guerra mondiale. Dopo la chiusura durante la seconda guerra mondiale, il museo fu riaperto dopo il 1948.

### Storia del museo
A partire all’incirca dal 1570 l'arciduca Ferdinando II fece costruire il cosiddetto Castello Inferiore, il quale aveva la funzione di ospitare le sue collezioni: un complesso indipendente, con la struttura di un pentagono irregolare. Fu uno dei primi edifici destinati ad essere costruito esplicitamente come museo. Il termine "museo" veniva già utilizzato ai tempi di Ferdinando II, come mostra un disegno a penna del pittore di corte Joris Hoefnagel.
Esistono tuttavia collezioni ancora più antiche, come i Musei Capitolini, fondati da papa Sisto IV nel 1471, o i Musei Vaticani, presentati a partire dal 1506 da papa Giulio II – per i quali però, almeno inizialmente, non furono eretti edifici propri. Il primo edificio museale a nord delle Alpi è la Kunstkammer nell'Hofburg di Vienna, fatta costruire dal padre di Ferdinando II, l’imperatore Ferdinando I, tra il 1558 e il 1563; di essa, tuttavia, sono rimaste solamente le fondamenta. Anche se il museo di Ambras non era destinato al pubblico ma alla rappresentanza principesca, Ferdinando II ha comunque organizzato delle visite a pagamento per mostrare a tutti le sue collezioni.

Il Castello Inferiore è l'unico edificio museale rinascimentale in cui parte delle collezioni di Ferdinando II sono state conservate e sono tuttora esposte nel loro luogo d’origine e il Castello Inferiore è diventato un “pezzo d'esposizione” a tutti gli effetti.

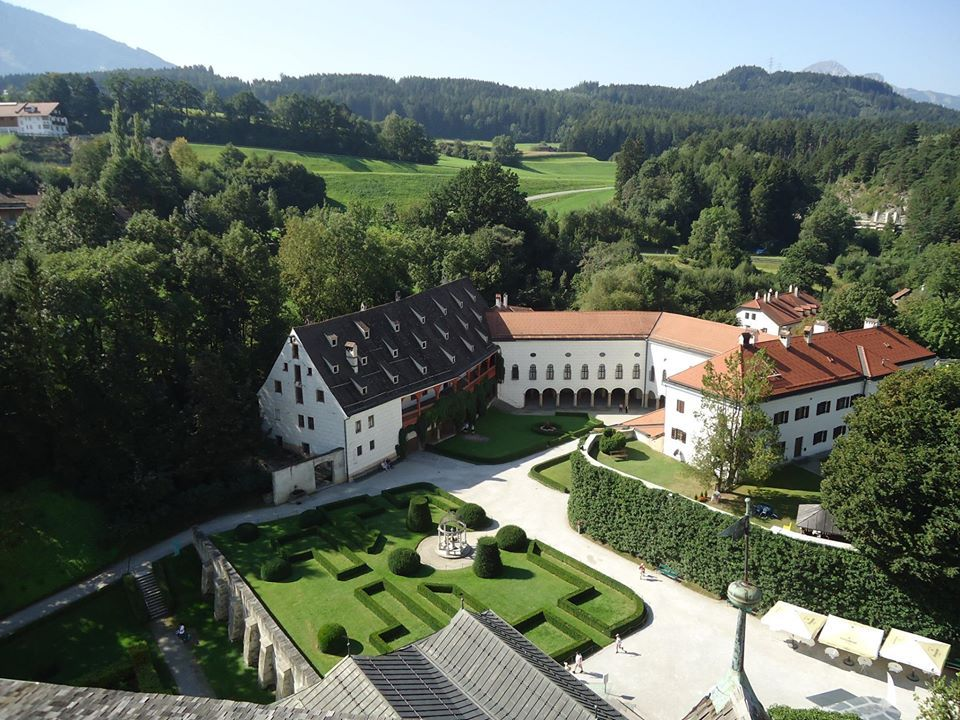
Il Castello Inferiore

### La nascita del museo moderno
L'idea di museo dell'arciduca Ferdinando II era completamente nuova: il suo obiettivo era quello di raccogliere delle armature che fossero effettivamente state indossate da personaggi famosi del suo tempo. Ferdinando presentò queste armature nella cosiddetta Armeria degli eroi (Heldenrüstkammer). Da qui deriva anche il cosiddetto Armamentarium Heroicum, un magnifico libro che mostra da un lato una raffigurazione del rispettivo "eroe", e dall'altro la sua biografia. Egli ha inoltre creato un'enorme collezione di ritratti in un'ampia varietà di formati, i quali vanno dalla miniatura alla dimensione reale. Con questa sua nuova idea di Armeria degli eroi, Ferdinando II può essere considerato il fondatore del sistema di raccolta sistematica.

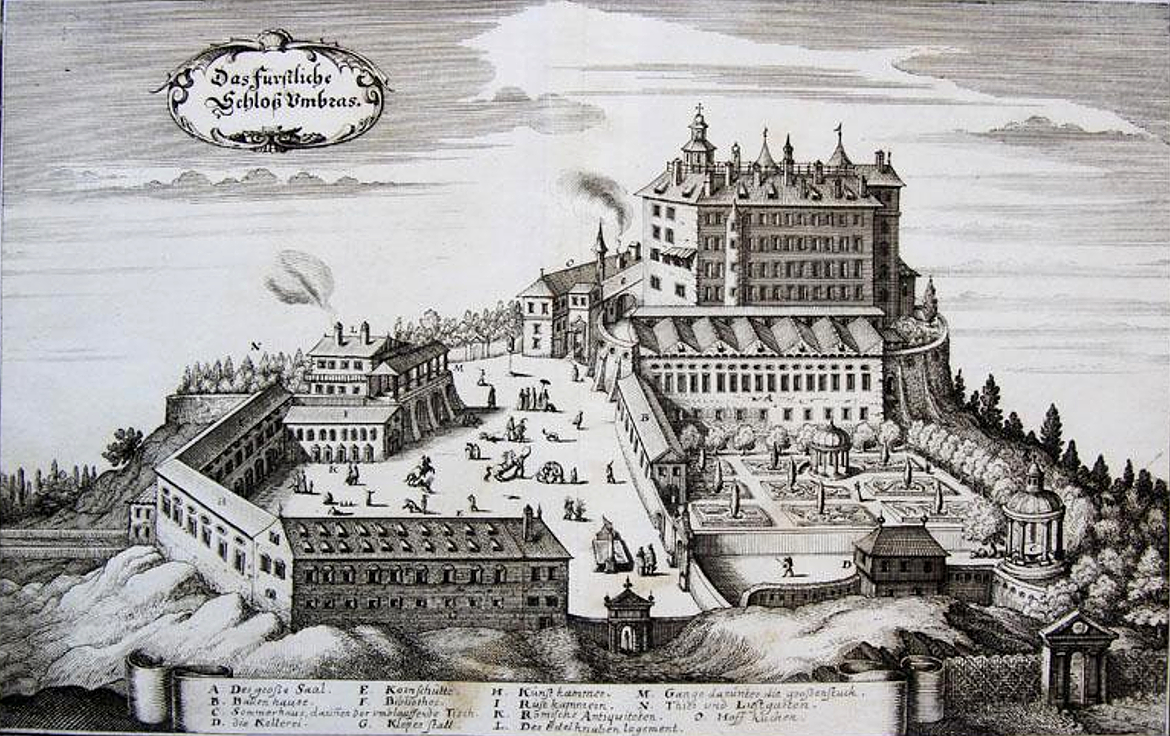
Il Castello di Ambras in una stampa di Matthäus Merian

Anche la sua Camera d’arte e di meraviglie (Kunst- und Wunderkammer) – una denominazione che risale alla camera d'arte di Ferdinando II – sembra essere stata organizzata in modo sistematico. Essa rappresenta un monumento storico senza eguali, poiché è l'unica camera d'arte rinascimentale ad essere ancora conservata nel complesso museale d’origine.

## Collezioni e monumenti storico-culturali del Castello di Ambras Innsbruck

### Le Armerie
Il nucleo delle collezioni dell'arciduca Ferdinando II era costituito dall’Armeria degli eroi. Ferdinando II vi ha esposto le armature e i ritratti di più di 120 generali, mettendo in luce la loro fama e il loro onore. Otto degli alti armadi di legno contenenti le armature si sono conservati perfettamente nel corso degli anni. L'arciduca riuscì ad ottenere, per il suo museo, circa 100 armature originali di generali famosi. Ferdinando stesso si unì agli "eroi" in questione con l’armatura che aveva indossato nel 1566 nella campagna di Ungheria contro l'Impero Ottomano, per difendere il Cristianesimo. Ferdinando II selezionò alcuni corsaletti da carriera e da giostra provenienti dal patrimonio dei suoi avi, l'arciduca Sigismondo (1427-1496) e l'imperatore Massimiliano I (1459-1519), cercando così di rappresentare le varie forme del torneo cavalleresco. Un altro punto focale delle sue armerie sono le armature per la giostra alla barriera, per il torneo libero e per il torneo appiedato, le quali sono state realizzare appositamente per Ferdinando II e per la sua corte. La maggior parte di esse erano capolavori realizzati dai corazzai di Innsbruck, i più famosi d'Europa fin dai tempi dell'imperatore Massimiliano I. A partire dal 1580 l'arciduca Ferdinando II fece realizzare gran parte delle armature dall’armoraro di corte Jakob Topf. Una particolarità è rappresentata da una serie di ventiquattro armature, venti delle quali si sono conservate completamente; delle altre quattro, sono rimaste invece singole parti. Le diciannove armature per il torneo appiedato esposte nelle Armerie rappresentano uno dei più grandi insiemi di “Plattnerkunst” (termine che indica l’operato degli armorari) europea dell’età moderna ad essere sopravvissuti fino ad oggi.
La raccolta di armature di Ferdinando è una delle più importanti del suo genere e per questo motivo molte di esse sono state trasferite a Vienna e sono esposte in una collezione del Kunsthistorisches Museum: la Hofjagd- und Rüstkammer (Armeria Imperiale) nel Neue Burg.

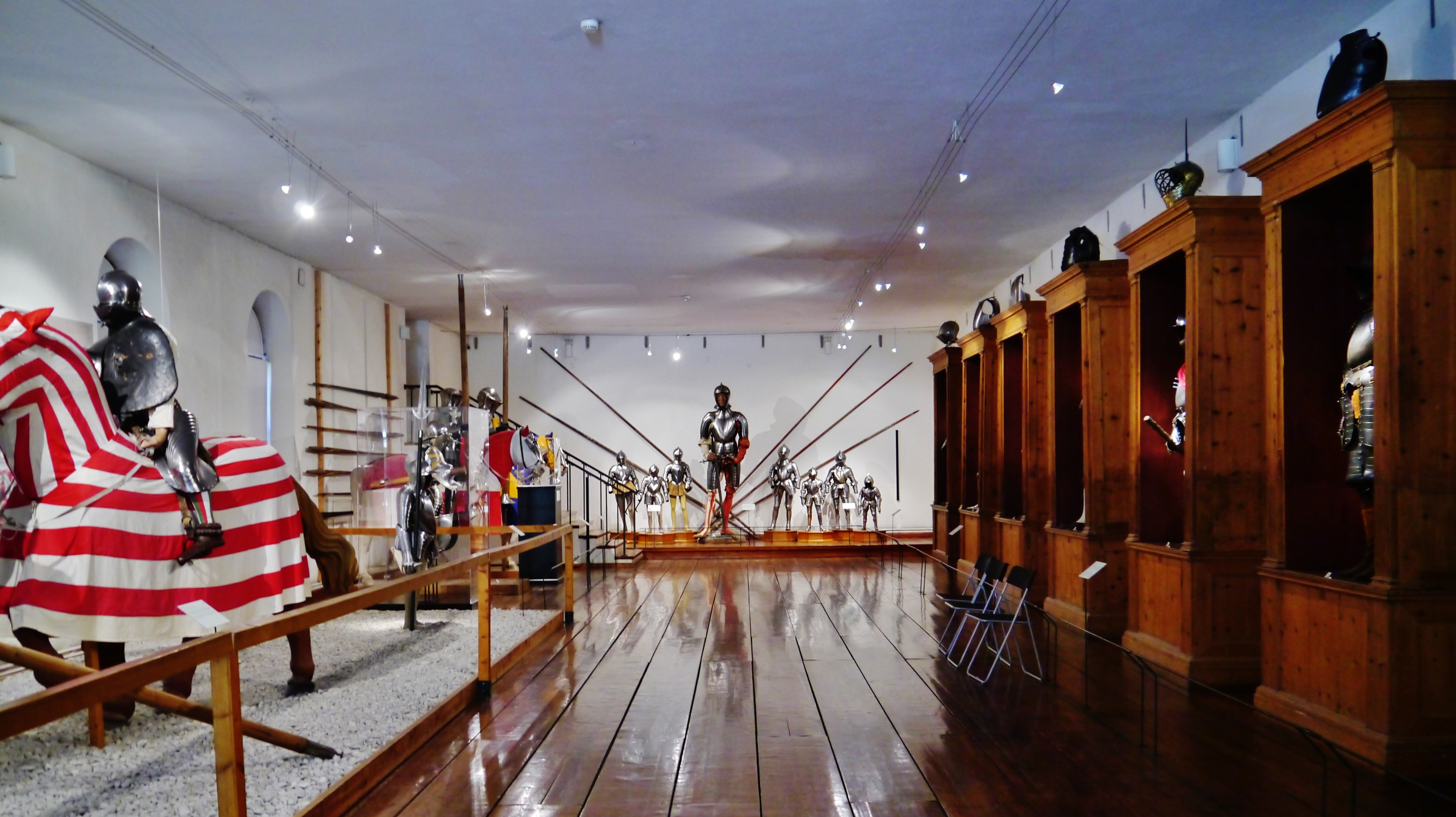
Prima armeria del Castello Inferiore con vetrine originali di legno di pino cembro dell'Armeria degli eroi

La collezione, unica nel suo genere, contenente circa mille ritratti in miniatura di principi del XV e XVI secolo, dipinti ad olio su carta e montati su sottili pannelli di legno di abete rosso, si trova ora nel Münzkabinett (Gabinetto numismatico) del Kunsthistorisches Museum di Vienna.

### La Saletta turca
In fondo alla sala contenente la Seconda Armeria si trovava, un tempo separata, la cosiddetta Saletta turca, nella quale erano esposte armi ed accessori di lusso come selle, archi e faretre, sciabole, scudi ed elmi, fra cui il bottino di guerra proveniente dai campi di battaglia.
Oggetti eccezionali e raramente tramandati sino a noi sono i mosaici di pelle di forma circolare del XVI secolo, che venivano utilizzati nelle tende turche a mo’ di tappeto sul pavimento o come decoro murale. Le maschere di ferro lavorato a sbalzo e dipinto in policromia, adorne di capelli, risalgono all’epoca della reggenza boema di Ferdinando II (1547-1564/67) ed hanno i lineamenti del viso di ussari e mori. Servivano per il travestimento dell’avversario nelle cosiddette “mascherate” o tornei degli ussari, durante i quali un gruppo di cavalieri travestiti da cristiani combatteva contro gli avversari, travestiti da turchi ottomani.

### La Camera d’arte e di meraviglie
In base a quanto affermato nell’inventario stilato nel 1596, un anno prima della morte dell’arciduca, la collezione contenuta nella Camera d’arte e di meraviglie consisteva in origine di 18 armadi alti fino al soffitto, situati al centro della sala, l’uno addossato all’altro. Nella camera d’arte rinascimentale si radunava idealmente l’intero sapere sulla composizione del cosmo. In essa erano contenute preziose opere d'arte (Artificialia), rari oggetti naturali (Naturalia), strumenti scientifici (Scientifica), oggetti provenienti da civiltà straniere e sconosciute (Exotica) e meraviglie della natura (Mirabilia). Alle pareti erano appesi innumerevoli quadri e dal soffitto pendevano animali imbalsamati.
Su numerosi scaffali e appesi alle porte si trovavano oggetti di cristallo, argento, oro, bronzo, vetro e legno, armature ed armi, dipinti, strumenti scientifici e musicali, slot machine, oggetti rari ed esotici realizzati con materiali naturali, beni di lusso provenienti da paesi di recente scoperta, così come i ritratti di persone o di animali che venivano considerati "meraviglie della natura". Gli oggetti venivano estratti dal loro armadio per essere esaminati individualmente, in base alle esigenze. A differenza dell’Armeria degli Eroi, la Camera d’arte e di meraviglie non era quindi un luogo di presentazione museale.
Secondo Samuel Quiccheberg, il famoso teorico museale di quell’epoca, la Camera d’arte doveva essere "un luogo in cui si potessero acquisire in modo facile e sicuro, una nuova conoscenza delle cose e una saggezza ammirevole".
I punti salienti della Camera d’arte e di meraviglie sono sicuramente "Tödlein", ovvero una scultura tardo medievale in legno di pero, la "Schüttelkasten", il ritratto dell'uomo disabile (Behinderter Mann), i ritratti della famiglia di Petrus Gonsalvus, l’uomo irsuto, il ritratto di un maiale gigante, l'unico ritratto contemporaneo del conte Dracula, la “Fangstuhl” di ferro così come i due contenitori che venivano utilizzati durante il gioco conviviale di Ambras “Willkomm”.
La sua attuale ambientazione nella fabbrica che prende il nome di "Kornschütt", ovvero in quella che ai tempi di Ferdinando era la biblioteca, si prefigge di riprendere, nel modo più veritiero possibile, le intenzioni del suo fondatore.
Nel XIX secolo, nel luogo in cui era contenuta originariamente la Camera d’arte e di meraviglie, fu innalzato il soffitto e vi fu installato il dipinto del cielo stellato (Giovanni Battista Fontana, 1586). Oggi, dal 1981, il museo espone le armature e le armi della Guerra dei Trent'anni (1618-1648), provenienti in gran parte dal patrimonio dell'ex Armeria di Vienna. Mostrano chiaramente la differenza tra i magnifici pezzi unici del Rinascimento e i puri strumenti di guerra dell'epoca barocca. Allo stesso tempo mostrano l'aspetto di un arsenale barocco.

#### Terminologia
L’espressione Kunst- und Wunderkammer si rifà alla camera d’arte di Ferdinando II e si è successivamente trasformata in un termine tecnico. Tuttavia, nel corso dei secoli, si è affermato anche il vocabolo Kuriositätenkabinett (stanza delle curiosità) come è particolarmente evidente nelle traduzioni "Chamber of Art and Curiosities", "Cabinet d’art et de curiosités", "Camera d’arte e delle curiosità ", “Cámara de Arte y Curiosidades". Di conseguenza, il termine Wunder (miracolo, meraviglia) è stato privato del suo significato originario, nel senso di "meraviglia della natura” e reinterpretato nella direzione dello stupore per le cose grottesche, bizzarre o fuori dal comune. Sarebbe quindi opportuno modificare questa tradizione e tradurre accuratamente il termine con "Chamber of Art and Wonders", "Cabinet d’art et de merveilles", "Camera d’arte e di meraviglie", “Cámara de Arte y de maravillas”.

### La Sala spagnola
La Sala spagnola (originariamente chiamata la "Sala grande"), corpo di fabbrica dall’impianto a sala, indipendente dal castello e annoverata tra i più importanti edifici rinascimentali del suo genere, fu costruita tra il 1569 ed il 1572 secondo i desideri dell’arciduca Ferdinando II. L’aspetto solenne complessivo della sala è determinato anche dalle porte realizzate in diversi legni dall’ebanista di corte Conrad Gottlieb nel 1571 e dal soffitto a cassettoni in parte dorato e intarsiato. 

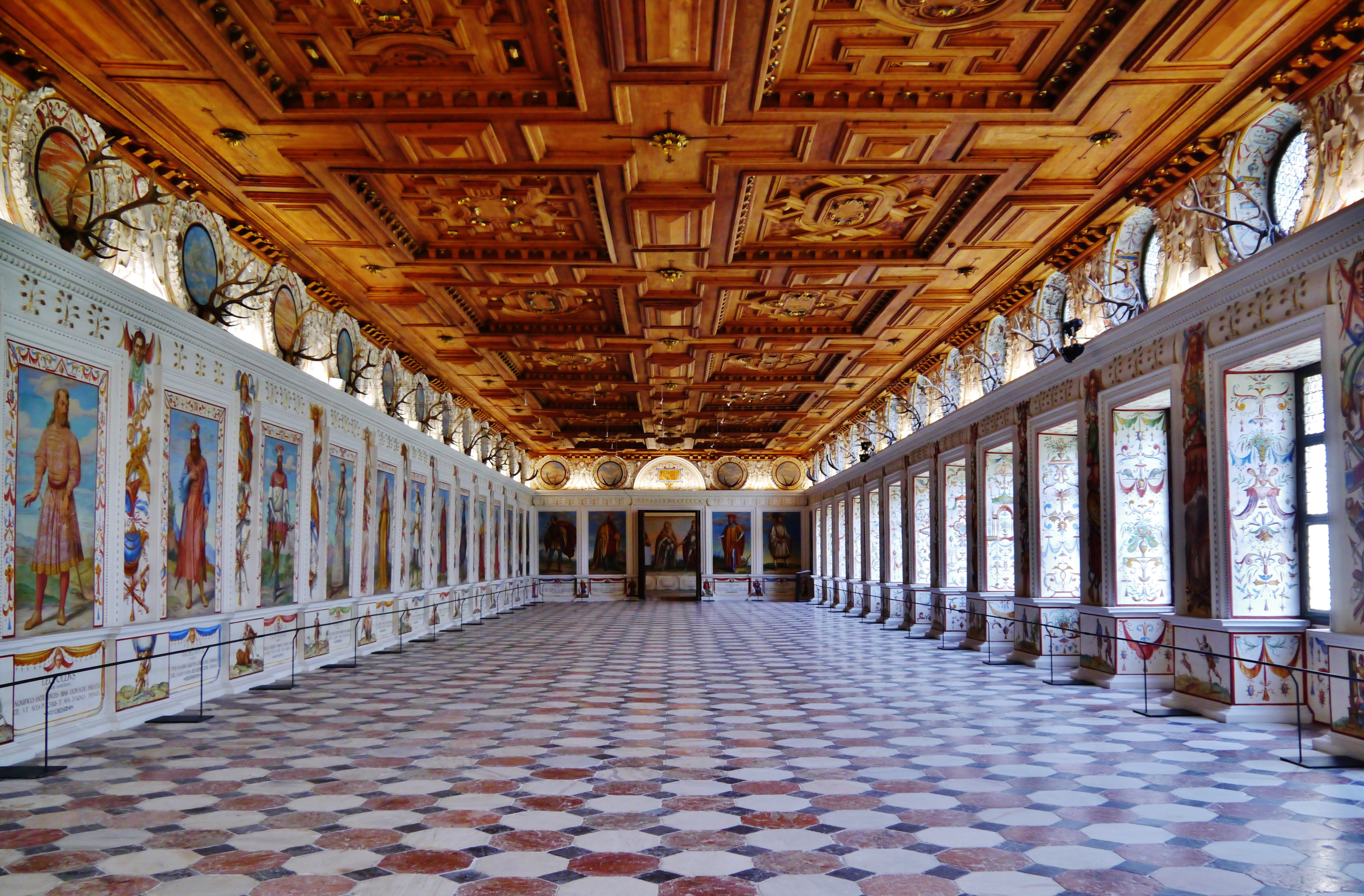
La sala spagnola

La decorazione pittorica della sala, lunga 43 metri, è caratterizzata da 27 ritratti a figura intera di principi regnanti tirolesi, eseguiti da Giovanni Battista Fontana. Il ciclo ha inizio nell’angolo di levante con il conte Alberto I del Tirolo, prosegue poi con i conti di Gorizia-Tirolo e con il ritratto di Margherita detta Maultasch fino ad arrivare agli Asburgo, per poi finire con l'arciduca Ferdinando II. Questi dipinti furono ricostruiti nel corso del primo intervento di restauro fra il 1878 e il 1880, resosi necessario a causa dei gravi danni causati dall'umidità. I ritratti si ergono su uno sfondo paesaggistico, facendo apparire la sala aperta su entrambi i lati. Le pitture restanti sui basamenti e sulle pareti ritraggono figure allegoriche e scene mitologiche: sulla parete est le Virtù, su quella nord scene della vita di Ercole (XIX secolo), sulla parete ovest le Arti liberali e scene della storia di Romolo e Remo, sul fregio le fatiche di Ercole (XVI secolo).
Sul lato di levante la Sala spagnola immette nella stanza imperiale (Kaiserzimmer), che in origine fungeva da anticamera. Il nome della saletta deriva dagli stucchi formati da dodici busti in rilievo di imperatori romani – da Cesare a Domiziano. Il design pittoresco risale al 1719 così come il dipinto che raffigura una battaglia. Qui viene anche proseguito il tema della Sala spagnola: dieci ritratti a figura intera rappresentano i successori dell’arciduca Ferdinando II come principi regnanti del Tirolo, dall’imperatore Rodolfo II a Carlo VI.

### Il Cortile interno
Decorato con affreschi monocromatici a grisaille (in varie tonalità di grigio sull’intonaco fresco), il cortile interno del Castello Superiore è considerato uno degli esempi meglio conservati di pittura ad affresco del XVI secolo. La pittura assume inoltre il compito architettonico, grazie al sistema uniforme di decorazione, di unificare il cortile irregolare e di compensare lo spazio ristretto e la verticalità del cortile. L’iconografia che descrive le virtù principesche e le muse, eroi ed eroine e svariate gesta eroiche, mirava a rappresentare l’apoteosi della figura del principe, raffigurata come esemplare. Le scene rimandano tutte al committente, l’arciduca Ferdinando II, mecenate delle arti ed ideatore di grandi feste. Non si sa quale pittore abbia eseguito l’ordine. L'ultimo importante restauro degli affreschi è avvenuto tra il 1984 e il 1991.

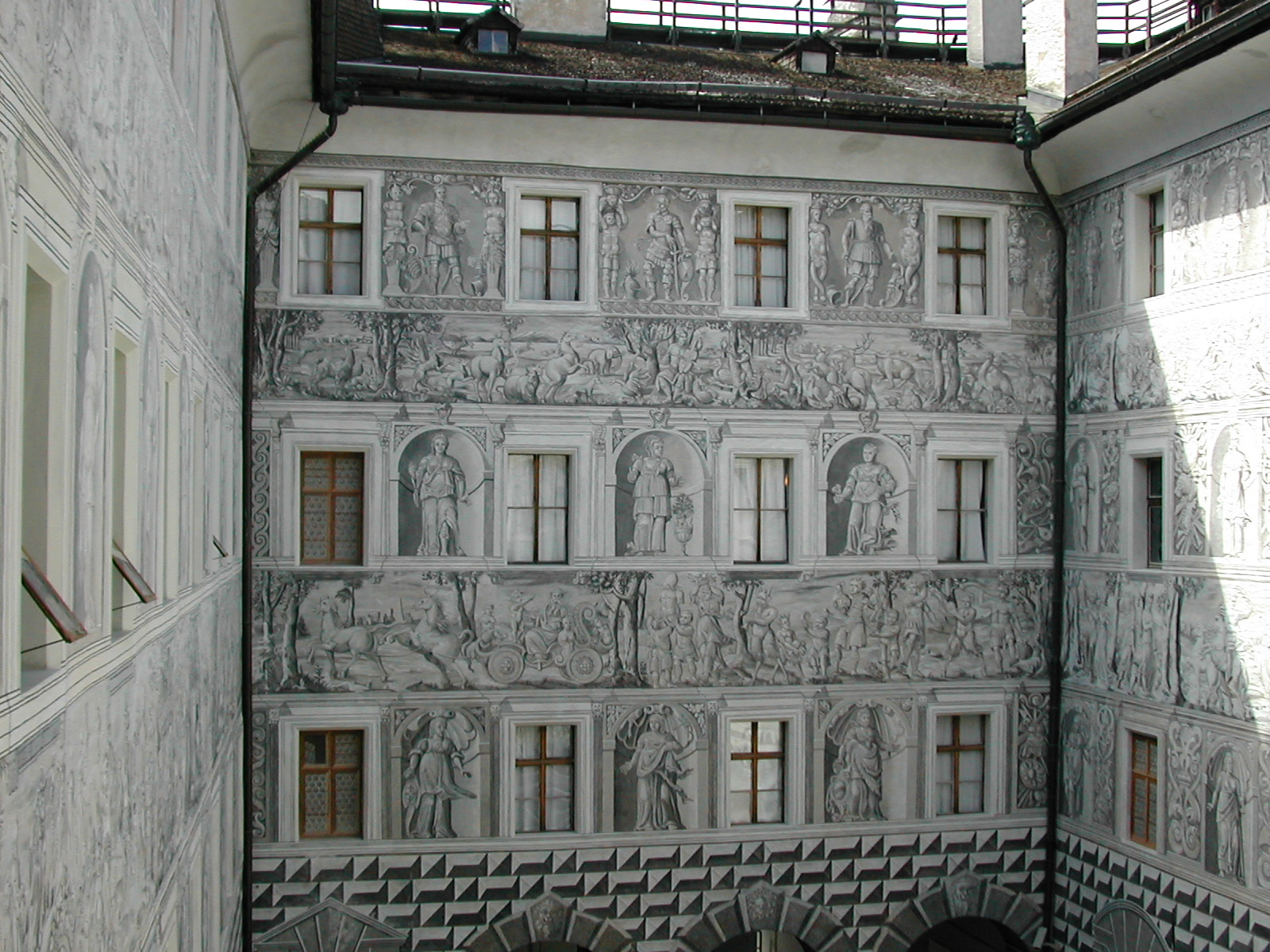
Facciata all'interno del castello di Ambras

Il pianterreno è interamente decorato a conci. Le scene più significative sono, sulla parete occidentale fra il primo e il secondo piano, un corteo di Bacco con carri, satiri e baccanti, mentre fra il secondo e il terzo piano è possibile vedere Orfeo che incanta gli animali con la musica. Sulla parente nord fra le finestre del primo piano si vedono le allegorie delle arti liberali Musica, Geometria, Aritmetica, Astronomia, Grammatica, Dialettica e Retorica collocate in nicchie d’aspetto architettonico, sopra le quali prosegue il corteo di Bacco. All’altezza del secondo piano un’interruzione della decorazione pittorica indica il luogo in cui all’epoca ferdinandea si trovava una loggia, che fu asportata nel XIX secolo. Ad ovest (in alto a sinistra) del basamento della loggia si possono individuare i residui delle pitture policrome originali, su uno strato d’intonaco più antico. Sulla parete est del pianterreno si trova una finta finestra con un cervo, sopra la quale compaiono personaggi dell’Antico Testamento tra cui Giuditta, Ester e Giaele. Sopra al corteo di Bacco, fra il primo e il secondo piano, oltre a delle figure femminili non meglio identificabili, vi è Giuditta con la testa di Oloferne, una scena di battaglia e cavalieri in fantasiose armature. Sulla parete sud, tra le finestre del primo piano, si riconoscono le virtù Fides (fede), Spes (speranza), Caritas (carità), Justitia (giustizia), Prudentia (saggezza), Fortitudo (fermezza), Temperantia (moderazione) e Sapientia (saggezza), sovrastate anch’esse dal corteo di Bacco, che a sua volta è sovrastato probabilmente dalle nove muse, da eroi classici e da una battaglia, ma soprattutto dai “Nuovi eroi” Alessandro Magno, Goffredo di Buglione, Davide, Artù, Carlo Magno, Giuda Maccabeo, Giosuè, Ettore e Giulio Cesare.
Nella parte settentrionale del cortile interno, nel vestibolo che conduce al castello, si trova una grata decorativa, in parte dorata. Questo capolavoro in ferro battuto fu realizzato intorno al 1567 dal maestro di corte Hans Peck.

### La Galleria dei ritratti degli Asburgo
Nel Castello Superiore, disposta su tre piani, è contenuta la galleria dei ritratti degli Asburgo. Essa contiene dipinti relativi al lasso di tempo che va dal XIV al XVIII secolo, ovvero a quel periodo di tempo in cui gli Asburgo hanno avuto la loro maggiore influenza sul destino dell'Europa. Sono esposti ritratti degli Asburgo, come ad esempio quello dell'imperatore Massimiliano I, dell'imperatore Carlo V, del re Filippo II di Spagna e della giovane Maria Teresa, ma anche quelli di membri di altre dinastie dominanti come quello della regina Elisabetta I d'Inghilterra, quelli dei Wittelsbacher, dei Medici, dei Valois e così via. Il tour della galleria è un vero e proprio viaggio nella storia europea. I ritratti riflettono non solo i legami matrimoniali e le alleanze tra le varie dinastie dominanti, ma anche la storia artistica e culturale dell'epoca in cui sono stati creati. Una particolarità è rappresentata dai numerosi ritratti di bambini, come quello di Eleonora Gonzaga all’età di tre anni, il quale è stato attribuito al pittore Peter Paul Rubens. Il Castello di Ambras presenta inoltre capolavori di Hans Burgkmair, Lucas Cranach il Giovane, Giuseppe Arcimboldo, Jakob Seisenegger, Hans von Aachen, Peter Paul Rubens, Anthonis van Dyck, Diego Velázquez e altri.
Con i suoi circa 200 dipinti, la galleria dei ritratti degli Asburgo può essere comparata alla galleria di ritratti presente nella Reggia di Versailles o alla National Portrait Gallery di Londra.
Nel 1980, al secondo piano del Castello Superiore, sono state scoperte delle pitture murali del 1565/1566 caratterizzate da rappresentazioni ornamentali, di animali e di corone di frutta, nonché da raffigurazioni di tornei e da un ritratto a grandezza naturale di Ferdinando II, attribuibile probabilmente al pittore Hans Polhammer.

### La Collezione di sculture gotiche
La Collezione di sculture gotiche risale all'epoca dell'imperatore Massimiliano I (1459-1519), il bisnonno dell'arciduca Ferdinando II; esse furono esposte al Castello di Ambras a partire dal 1880.
L'opera principale è il Trittico di San Giorgio, realizzato per Massimiliano da Sebold Bocksdorfer. Le ali dell'altare mostrano i Santi Cristoforo, Caterina, Barbara e Floriano.
La collezione si trova al piano terra della torre, la quale fu costruita alla fine del XIII secolo.

### Le Sale da bagno di Filippina Welser
Le Sale da bagno di Filippina Welser, castellana e prima moglie dell’arciduca Ferdinando II, rappresentano una rarità dal punto di vista storico e culturale. Con la vasca da bagno, il bagno turco, il riscaldamento e la stanza per il riposo, sono le uniche sale da bagno del XVI secolo ancora completamente conservate.
Incassata nel pavimento ad una profondità di 1,60 metri circa, la vasca da bagno è rivestita di lamiera di rame zincata. Poiché sul fondo della vasca c’erano di solito pietre bollenti per riscaldare l’acqua, non era consuetudine che i bagnanti vi si sedessero direttamente, ma si servivano di scanni o panche. Lo sgabello di pietra con la seduta di legno, che tuttora si conserva, apparteneva probabilmente alla dotazione originaria. Si poteva inoltre prendere posto sui gradini che servivano per accedere alla vasca. Per aumentare l'effetto benefico del bagno, a volte sono state aggiunte all'acqua diverse erbe aromatiche.
Lo spogliatoio, il cosiddetto "Abziehstube", fu rivestito nel 1567 di cassettoni di legno sovrastati di un fregio in pittura ad affresco, che correva tutt’intorno, creato probabilmente tra il 1563 e il 1567 da Hanns Polhammer. Gli affreschi, scarsamente conservati, raffigurano scene di un raduno festivo in un pergolato, di una fonte della giovinezza o di Diana nella vasca da bagno.

### La Cappella di San Nicola
La storia della Cappella di San Nicola risale al XIV secolo. Il suo aspetto attuale risale però al XIX secolo, quando il governatore del Tirolo, l'arciduca Carlo Ludovico, fece eliminare le pitture murali del XVI secolo ormai danneggiate e commissionò ad August Wörndle una riprogettazione generale.
La cappella del castello rappresenta un importante anello di congiunzione tra il Medioevo, il Rinascimento e il passato più recente.

### La Collezione di vetri Strasser
La Collezione Strasser è una delle raccolte di oggetti in vetro più famose al mondo. Fu riunita nell’arco di oltre cinquant’anni di collezionismo da Rudolf Strasser e comprende oltre trecento oggetti in vetro che vanno dal Rinascimento al classicismo, prodotti nelle più importanti zone europee della fabbricazione del vetro come Venezia, Hall, Innsbruck, la Boemia e la Slesia. Nel 2004 la collezione Strasser divenne di proprietà del Kunsthistorisches Museum di Vienna. Ad eccezione di circa 60 oggetti che nel 2013 furono attribuiti alla Kunstkammer di Vienna, la stragrande maggioranza dei vetri trovò quello stesso anno la sua collocazione definitiva al Castello di Ambras.

### IlParadiesgartene l’orto delle piante officinali
La via che dalla Sala spagnola conduce – attraverso una scala a chiocciola– al Castello Superiore, si affaccia su un orto di piante officinali. Fin dal Medioevo, soprattutto nei monasteri, si usava coltivare le piante per scopi medici. L'arciduca Ferdinando II nutriva un particolare interesse per la medicina, il quale è documentato dalla sua considerevole collezione di letteratura medica classica e contemporanea presente nella biblioteca di Ambras. La scelta delle piante officinali da coltivare nel giardino dei semplici avviene ed avveniva in base alla Farmacopea di Anna Welser, del 1560/1570, conservata nelle raccolte di Ambras. Il libro era di proprietà della figlia di Filippina Welser, la castellana di Ambras.
A partire dal 2007 questo angolo di terra è stato trasformato in un “Paradiesgarten”. Il giardinetto, isolato e recintato, è stato progettato per essere un Hortus conclusus, ovvero un Paradiesgarten dal carattere intimo. Il termine “paradiso”, ampiamente utilizzato nelle lingue europee, risale alla parola avestica (antica lingua iraniana, 1200-400 a.C.) pairi.daeza. Il termine veniva in origine utilizzato per indicare la recinzione, il giardino. Con la traduzione greca dell’Antico Testamento, il termine ebraico gan, il quale si riferiva all'Eden, fu sostituito da quello greco paradeisos. Di conseguenza, l’arte del giardinaggio non rappresenta solamente una fonte di cibo, di piante officinali o di bellezza naturale, ma è anche densa di importanza religiosa e simbolica.
Il Paradiesgarten riservato alla signora della casa veniva chiamato, nel primo rinascimento, giardino segreto. Nel Castello di Ambras, esso si trova non lontano dalle camere delle signore, al secondo piano del Castello Superiore e in prossimità di una piccola cucina che veniva utilizzata personalmente dalla castellana.
A metà del XVI secolo la flora europea subì un grande cambiamento, grazie all’arrivo di piante provenienti dall’Oriente e dal Nuovo Mondo. Queste nuove piante venivano coltivate in giardino ed erano considerate delle vere e proprie creazioni della natura. L'abbondanza, la rarità e il carattere esotico suggeriscono un confronto con la Camera d’arte e di meraviglie: mentre era parte integrante della cultura cortigiana collezionare opere e "meraviglie della natura" nella camera d’arte, divenne presto abituale “collezionare” anche creazioni della natura – accanto agli animali esotici.

### La biblioteca
La biblioteca dell'arciduca Ferdinando II era una delle collezioni di libri più degne di nota del suo tempo. Nell'inventario del 1596 si registra un totale di 3.711 titoli, anche se il numero complessivo di libri era probabilmente molto più elevato. La biblioteca era suddivisa in cinque gruppi tematici: teologia, giurisprudenza, medicina, storiografia e cosmografia e comprendeva anche armi ed armature, sculture, dipinti e minerali. All'epoca di Ferdinando II, la biblioteca si trovava nell'edificio del "Kornschütt". Gli armadi originali della biblioteca sono stati utilizzati nel 1977 per la realizzazione delle vetrine della Camera d’arte e di meraviglie.
Dalla collezione contenuta nella biblioteca emerge il grande interesse di Ferdinando II per le opere storiche ed in particolare per la storia dei territori austriaci ed italiani, nonché per l'intera regione mediterranea. La Biblioteca di Ambras non era solo una fonte enciclopedica di conoscenza, ma aveva anche la funzione di mettere in luce il prestigio e le tradizioni della Casa d'Austria.
Dopo la morte di Ferdinando II, la storia della biblioteca di Ambras fu piuttosto movimentata. Durante il dominio dell’imperatore Leopoldo I, a partire dal 1665, i pezzi più importanti della Biblioteca di Ambras furono portati da Innsbruck a Vienna. Un’ulteriore “disfacimento” del fondo librario di Ambras avvenne nel 1745 su richiesta dell’imperatrice Maria Teresa, la quale desiderava arricchire l’allora neonata biblioteca dell’università di Innsbruck. Nel corso delle guerre napoleoniche, nel 1806, la parte rimanente della biblioteca di Ambras fu trasferita a Vienna. L’attuale collezione di libri si limita a pochi esemplari che fanno parte della Camera d’arte e di meraviglie.
Di particolare importanza storica, culturale e scientifica sono il ricettario di Filippina Welser (Kochbuch der Philippine Welser), la Farmacopea di Filippina Welser (Arzneimittelbuch der Philippine Welser), i Trinkbücher (libri nei quali gli ospiti potevano lasciare la loro firma e un aforisma) o il libro di preghiere di Filippina Welser (Gebetbuch der Philippine Welser). Un pezzo forte della collezione è il capolavoro storiografico in cinque volumi Imagines gentis Austriacae di Francesco Terzio, il quale contiene 74 ritratti dei membri della dinastia degli Asburgo e dei loro leggendari antenati, e i cui singoli volumi sono dedicati all’imperatore Massimiliano I, agli arciduchi Ferdinando II e Carlo, al re Filippo II di Spagna e all'imperatrice Maria.
Importante è l’incisione su rame Armamentarium Heroicum, la quale mostra 121 raffigurazioni di personalità del XV e del XVI secolo con le loro armature ed armi. Il lavoro di stampa fu realizzato sotto la direzione del segretario di Ferdinando II, Jakob Schrencks von Notzing, al quale fu commissionato anche l'acquisto dei pezzi da collezione. I membri di questa "società eroica" sono raffigurati a figura intera, in una nicchia incorniciata da colonne. Le incisioni in rame furono eseguite da Domenicus Custos in base agli schizzi eseguiti da Giovanni Battista Fontana. L'Armamentarium, completato solamente dopo la morte di Ferdinando II, fu pubblicato per la prima volta in latino nel 1601 e successivamente, nel 1603, tradotto in tedesco da Johann Engelbert Noyse von Campenhout. L'opera viene citata ripetutamente in letteratura come "il primo catalogo museale della storia”.